# الوسطية (سوق القديم)
الوسطية هي إحدى مشيخات المملكة المغربية، تتبع جغرافيا لإقليم تطوان وإداريًا لسوق القديم. يقدر عدد سكانها بـ 4997 نسمة حسب الإحصاء الرسمي للسكان والسكنى لسنة 2004.